# Kaßberg
Altchemnitz, Chemnitz-Kaßberg – dzielnica miasta Chemnitz w Niemczech, w kraju związkowym Saksonia. 